# Лене, Паскаль
Паска́ль Лене́ (фр. Pascal Lainé; 10 мая 1942, Анет, Франция — 30 декабря 2024, Париж) — французский писатель, лауреат Гонкуровской премии.

## Биография и творчество
Паскаль Лене родился в Анете (департамент Эр и Луар) в 1942 году. Был единственным ребёнком в семье. В детстве много читал и мечтал стать писателем. По окончании лицея поступил в Высшую нормальную школу в Сен-Клу, где изучал философию, проявляя интерес к кантианству, марксизму и экзистенциализму. Завершив курс, принял решение преподавать в «технологическом» лицее в провинции, чтобы способствовать развитию детей из непривилегированных слоёв общества. Впоследствии некоторое время работал в престижном парижском Лицее Людовика Великого, однако предпочёл ему преподавание социологии в Техническом институте при Университете Париж-север XIII (Institut universitaire de technologie de Paris XIII (Villetaneuse)).
В 1967 году было опубликовано первое произведение Лене — повесть «В как Варрава», не имевшая большого успеха. Она написана в форме монолога центрального персонажа, обозначенного инициалом В., который адресован психиатру или психоаналитику (этот персонаж присутствует лишь условно и собственных реплик не имеет).
В 1971 году престижное издательство Галлимар опубликовало, в серии произведений молодых писателей, повесть Лене «Ирреволюция». Написанная от лица преподавателя философии в провинциальном техникуме, она возникла под впечатлением майских событий 1968 года, в которых принимал участие и сам автор. Повесть была отмечена премией Медичи.
В 1974 году в том же издательстве вышла повесть «Кружевница», впоследствии ставшая самым известным произведением Лене. В основе фабулы — тривиальная житейская ситуация (молодой студент влюбляется в девушку из народа, они решают жить вместе, однако впоследствии их принципиальная несовместимость, обусловленная в том числе разным социальным происхождением, вынуждает их расстаться), однако на её примере писатель исследует закономерности социально-психологического порядка. Повесть была удостоена Гонкуровской премии; в 1977 году по ней был снят одноимённый фильм с Изабель Юппер в главной роли.
В общей сложности Паскаль Лене написал около 30 повестей и романов, ряд эссе по философии и эстетике, несколько театральных пьес и т. д. Писал также в жанре детектива.
Умер 30 декабря 2024 года в Париже в возрасте 82 лет.